# Državna cesta D75
D75 je državna cesta u Hrvatskoj. Ukupna daljina iznosi 101,7 km.

## Naselja
- Savudrija
- Umag
- Novigrad
- Poreč
- Vrsar
- Bale
- Pula